# Tom Vogt
Thomas „Tom“ Vogt (* 31. März 1957) ist ein deutscher Synchronsprecher, Filmschauspieler sowie Hörspiel- und Hörbuchsprecher.

## Leben
Tom Vogt wurde 1957 in Westfalen geboren. Von 1977 bis 1981 studierte er Film- und Fotodesign an der Folkwangschule in Essen. Danach ließ er sich an der Universität der Künste Berlin zum Schauspieler ausbilden. Mitte bis Ende der 1980er Jahre erhielt er Engagements am Schauspielhaus Zürich und am Stadttheater von Freiburg. Seit 1990 ist er in Berlin als freiberuflicher Synchronsprecher und Erzähler im Bereich Film, Fernsehen, Werbung, Radio, Hörbuch und Computerspiele tätig.

## Wirken
Mit Jonathan Frakes und Robert Duncan McNeill lieh Vogt zwei Schauspielern von Star Trek seine Stimme. Auch sprach er Hugh Jackman in dem X-Men-Film Teil 1 und Chris Noth als John James „Mr. Big“ Preston in Sex and the City und als Det. Mike Loagan in Criminal Intent – Verbrechen im Visier. In A Beautiful Mind synchronisierte er Russell Crowe.
Als feste deutsche Stimme synchronisiert er Colin Firth, Clive Owen, Laurence Fishburne, Aaron Eckhart, Mark Strong und Rupert Everett; für Colin Firth unter anderem in Bridget Jones – Schokolade zum Frühstück (2001), Tatsächlich… Liebe (2003), Das Mädchen mit dem Perlenohrring (2003), Bridget Jones – Am Rande des Wahnsinns (2004) und The King’s Speech (2010) oder A Single Man (2009). Filme mit Clive Owen, die Vogt als dessen Feststimme synchronisiert hat, sind unter anderem Trust, (2010) Inside Man (2006), Sin City (2005) oder The International (2009). Ebenfalls im Jahr 2009 synchronisierte er als Feststimme von Aaron Eckhart unter anderem Erin Brockovich und bereits 2005 Thank You for Smoking. Beispiele seiner Synchronarbeit als deutsche Stimme von Rupert Everett sind unter anderem Die Hochzeit meines besten Freundes (1997), Ein perfekter Ehemann (1999), Ein Sommernachtstraum (1999) oder Ernst sein ist alles (2002) und als Stimme von Prince Charming in Shrek 2 – Der tollkühne Held kehrt zurück und Shrek der Dritte.
Seinen Durchbruch als Synchronschauspieler hatte Vogt als Morpheus in The Matrix; Laurence Fishburne synchronisierte er seither auch in allen weiteren Spielfilmen. Zudem ist Vogt in Clive Owens Paraderolle des Dr. John D. Thackery in Steven Soderberghs HBO-Produktion The Knick zu hören. 2015 sprach er auch die Stimme von Dylan McDermott in dem Actionthriller Survivor.
Vogt ist auch als Kommentator im Off tätig. Er begleitet Dokumentationen, Reportagen oder auch regelmäßig wiederkehrenden Fernsehformate wie z. B. Die Küchenschlacht – der Wochenrückblick oder Deutschland deine Künstler. Vor der Kamera sah man Vogt in zwei Tatorten und im 1984 produzierten westdeutschen Horrorfilm Horror Vacui. Außerdem spricht er Hörbücher und ist in zahlreichen Werbespots zu hören – dazu zählen unter anderem Nivea Man und Volvo. Darüber hinaus lieh er 2012 dem Engel Tyrael in dem Videospiel Diablo III seine Stimme. Des Weiteren übernimmt er die Funktion des Erzählers in der Neuauflage von 2001 der Hörspielserie Jan Tenner. Des Weiteren war er auch als Synchronsprecher in der Animebranche tätig und übernahm unter anderem einige Sprechrollen im Anime Detektiv Conan.

## Hörspiele und Features
- 2001: Jewgeni Lwowitsch Schwarz: Die verzauberten Kinder – Regie: Beatrix Ackers (Kinderhörspiel – DLR Berlin)
- 2004: Helmut Kopetzky: Affentheater in Epidauros – Verklungene Lautsphären – Regie: Helmut Kopetzky (Radio-Feature – DLR Berlin)
- 2006–2007 (Komplett Veröffentlichung 2007): Star Wars: Labyrinth des Bösen (nach dem gleichnamigen Roman von James Luceno) als Bail Organa – ISBN 978-3-8291-2087-6
- 2008: Star Wars: Dark Lord (nach dem Roman Dunkler Lord: Der Aufstieg des Darth Vader von James Luceno) als Bail Organa
- 2025: Die drei ??? Kids: "100 Stunden" als Jack Dekster.

## Hörbücher (Auswahl)
- 2006: Charles Dickens: Londoner Skizzen, Argon Verlag, ISBN 978-3-87024-076-9
- 2009: Rupert Everett: Rote Teppiche und andere Bananenschalen, DAV (der Audio Verlag), ISBN 978-3-89813-893-2
- 2014: Christian Hardinghaus: Mindfuck Stories: Durchgedrehte Kurzgeschichten, Provoke Media, ISBN 978-3-9816409-4-6
- 2019: Cornelia Funke, Guillermo del Toro: Das Labyrinth des Fauns (Audible)
- 2022: Andy Jacobs: WHAM! Der Notfallplan bei Denkblockaden (Roman, Audible)

## Synchronrollen (Auswahl)
Aaron Eckhart
- 2000: Erin Brockovich als George
- 2003: The Core – Der innere Kern als Dr. Josh Keyes
- 2003: The Missing als Brake Baldwin
- 2003: Paycheck – Die Abrechnung als James Rethrick
- 2005: Thank You for Smoking als Nick Naylor
- 2007: Meet Bill als Bill
- 2007: Rezept zum Verlieben als Nick
- 2008: The Dark Knight als Two-Face
- 2009: Conversation(s) With Other Women als Mann
- 2009: Love Happens als Burke
- 2010: Rabbit Hole als Howie
- 2011: The Rum Diary als Hal Sanderson
- 2011: World Invasion: Battle Los Angeles als Staff Sgt. Michael Nantz
- 2012: Die Logan Verschwörung als Ben Logan
- 2013: Olympus Has Fallen – Die Welt in Gefahr als US–Präsident Benjamin Asher
- 2014: I, Frankenstein als Adam Frankenstein
- 2016: London Has Fallen als US–Präsident Benjamin Asher
- 2016: Sully als Jeff Skiles
- 2019: Midway – Für die Freiheit als Lieutenant Colonel James Harold Doolittle

Chris Noth
- 1996: Born Free – Frei geboren als Dr. David Thompson
- 1998–2004: Sex and the City (Fernsehserie) als John James „Mr. Big“ Preston
- 1999: The Confession – Das Geständnis als Campuso
- 2005–2008: Criminal Intent – Verbrechen im Visier (Fernsehserie) als Det. Mike Logan
- 2008: Sex and the City – Der Film als John James „Mr. Big“ Preston
- 2009–2016: Good Wife (Fernsehserie) als Peter Florrick
- 2010: Sex and the City 2 als John James „Mr. Big“ Preston
- 2012: Titanic – Blood and Steel (Miniserie) als JP Morgan
- 2013: Lovelace
- 2021: Doctor Who als Jack Robertson (2. Stimme)

Clive Owen
- 2004: King Arthur als Arthur
- 2005: Entgleist als Charles Schine
- 2006: Children of Men als Theodore Faron
- 2006: Inside Man als Dalton Russell
- 2007: Elizabeth – Das goldene Königreich als Sir Walter Raleigh
- 2007: Shoot ’Em Up als Smith
- 2009: Lorna Doone als John Ridd
- 2009: The Boys Are Back – Zurück ins Leben als Joe Warr
- 2009: Duplicity – Gemeinsame Geheimsache als Ray Koval
- 2009: The International als Louis Salinger
- 2010: Trust als Will
- 2011: Intruders als John Farrow
- 2011: Killer Elite als Spike
- 2012: Hemingway & Gellhorn als Ernest Hemingway
- 2012: Shadow Dancer als Mac
- 2013: Blood Ties als Chris
- 2013: Words and Pictures als Jack Marcus
- 2014–2016: The Knick (Fernsehserie) als Dr. John W. Thackery
- 2015: Last Knights – Die Ritter des 7. Ordens als Raiden
- 2016: The Confirmation als Walt
- 2018: Ophelia als König Claudius
- 2019: Gemini Man als Clay Verris

Colin Firth
- 1997: Tausend Morgen als Jess Clark
- 2001: Bridget Jones – Schokolade zum Frühstück als Mark Darcy
- 2001: Die Wannseekonferenz als Wilhelm Stuckart
- 2003: Hope Springs – Die Liebe deines Lebens als Colin Ware
- 2003: Das Mädchen mit dem Perlenohrring als Johannes Vermeer
- 2003: Tatsächlich… Liebe als Jamie Bennett
- 2004: Bridget Jones – Am Rande des Wahnsinns als Mark Darcy
- 2005: Wahre Lügen als Vince Collins
- 2005: Eine zauberhafte Nanny als Mr. Brown
- 2007: Die letzte Legion als Aurelius
- 2007: Die Zeit, die uns noch bleibt als Blake Morrison
- 2008: Genova – Neustart in Genua als Joe
- 2008: Zufällig verheiratet als Richard Bratton
- 2009: Das Bildnis des Dorian Gray als Lord Henry Wotton
- 2009: A Single Man als George
- 2009: Disneys Eine Weihnachtsgeschichte als Neffe Fred
- 2010: The King’s Speech als König George VI.
- 2010: Main Street als Gus Leroy
- 2011: Dame, König, As, Spion als Bill Haydon
- 2012: Gambit – Der Masterplan als Harry Deane
- 2012: Ein tolles Leben als Arthur Newman
- 2013: Devil’s Knot – Im Schatten der Wahrheit als Ron Lax
- 2013: Die Liebe seines Lebens als Eric
- 2014: Ich. Darf. Nicht. Schlafen. als Ben Lucas
- 2014: Kingsman: The Secret Service als Harry Hart
- 2014: Magic in the Moonlight als Stanley Crawford
- 2016: Bridget Jones’ Baby als Mark Darcy
- 2016: Genius – Die tausend Seiten einer Freundschaft als Max Perkins
- 2017: Kingsman: The Golden Circle als Harry Hart
- 2018: Kursk als Commodore David Russell
- 2018: Mary Poppins’ Rückkehr als William Weatherall Wilkins
- 2018: Vor uns das Meer als Donald Crowhurst
- 2019: 1917 als General Erninmore
- 2020: Der geheime Garten als Lord Archibald Craven
- 2022: Die Täuschung als Ewen Montagu
- 2022: The Staircase als Michael Iver Peterson

Jimmy Smits
- 2002: Star Wars: Episode II – Angriff der Klonkrieger als Bail Organa
- 2005: Star Wars: Episode III – Die Rache der Sith als Bail Organa
- 2007: Der Jane Austen Club als Daniel Avila
- 2016: Rogue One: A Star Wars Story als Bail Organa
- 2022: Obi-Wan Kenobi (Miniserie) als Bail Organa

Laurence Fishburne
- 1999: Matrix als Morpheus
- 2003: Biker Boyz als Smoke
- 2003: Matrix Reloaded als Morpheus
- 2003: Matrix Revolutions als Morpheus
- 2006: Akeelah ist die Größte als Dr. Larabee
- 2006: Mission: Impossible 3 als Theodore Brassel
- 2007: Kill Bobby Z als Tad Gruzsa
- 2008: Tortured als Archie Green
- 2009: Armored als Baines
- 2010: Predators als Noland
- 2011: Contagion als Dr. Ellis Cheever
- 2013: The Colony – Hell Freezes Over als Briggs
- 2013: Man of Steel als Perry White
- 2014: The Signal als Dr. Wallace Damon
- 2017: Roots (Miniserie) als Alex Haley
- 2017: John Wick: Kapitel 2 als The Bowery King
- 2018: Ant-Man and the Wasp als Dr. Bill Foster / Goliath
- 2019: John Wick: Kapitel 3 als The Bowery King
- 2022: The School for Good and Evil als Schulmeister
- 2023: John Wick: Kapitel 4 als The Bowery King
- 2023: What If…? als Dr. Bill Foster/Goliath (1 Folge, Stimme)

Mark Strong
- 1996: Die Scharfschützen – 11. Der Verräter als Colonel Brand
- 2007: Sunshine als Captain Pinbacker
- 2008: Rock N Rolla als Archie
- 2009: Sherlock Holmes als Lord Henry Blackwood
- 2010: The Way Back als Khabarov
- 2011: Black Gold als Amar, Sultan von Salmaah
- 2013: Enemies – Welcome to the Punch als Jacob Sternwood
- 2013: Mindscape als John
- 2016: Jadotville als Conor Cruise O’Brien
- 2017: 6 Days als Max Vernon
- 2023: Murder Mystery 2 als Connor Miller

Rupert Everett
- 1997: Die Hochzeit meines besten Freundes als George Downes
- 1999: Ein perfekter Ehemann als Lord Arthur Goring
- 2001: Kensington als Nick
- 2002: Ernst sein ist alles als Algernon „Algy“ Moncrieff
- 2004: Der Partykönig von Ibiza als Charles de Poulignac
- 2004: The Third Identity – Im Bann der Macht als Leo Cauffield
- 2007: Die Girls von St. Trinian als Miss Fritton/ Carnaby Fritton
- 2011: In guten Händen als Lord Edmund St. John–Smythe
- 2012: Rosamunde Pilcher – Die andere Frau als Martin Kendall
- 2012: Parade’s End – Der letzte Gentleman (Miniserie) als Mark Tietjens
- 2014: Die Musketiere (Fernsehserie) als Marquis de Feron
- 2015: A Royal Night – Ein königliches Vergnügen als König George VI
- 2022: My Policeman als älterer Patrick Hazlewood

### Filme
- 1994: Liam Cunningham in Krieg der Knöpfe als Der Lehrer
- 1994: James Remar in Blink – Tödliche Augenblicke als Thomas Ridgely
- 1995: Elias Koteas in God’s Army – Die letzte Schlacht als Thomas Daggett
- 1995: James Remar in Die Bestie im weißen Kittel als Dr. Benjamin Hendricks
- 1996: Jonathan Frakes in Star Trek – Der erste Kontakt als Cmdr. William Riker
- 1996: Peter Berg in Girl 6 als Anrufer Nr. 1 (Bob Regular)
- 1998: Jonathan Frakes in Star Trek – Der Aufstand als Cmdr. William Riker
- 1999: Dylan McDermott in Ein Date zu dritt als Charles Newman
- 1999: Josh Brolin in Best Laid Plans als Bryce McCarthy
- 1999: Josh Brolin in Mod Squad – Cops auf Zeit als Billy Waites
- 1999: Taye Diggs in The Best Man – Hochzeit mit Hindernissen als Harper Stewart
- 2000: Hugh Jackman in X–Men als Logan / Wolverine
- 2000: Kyle MacLachlan in Hamlet – The Denmark Corporation als Claudius
- 2000: Michael Paré in Sanctimony – Auf mörderischem Kurs als Jim Renart
- 2001: Russell Crowe in A Beautiful Mind – Genie und Wahnsinn als John Nash
- 2001: Hugh Jackman in Männerzirkus als Eddie Alden
- 2001: Kim Coates in Pearl Harbor als Jack Richards
- 2002: Jonathan Frakes in Star Trek – Nemesis als Cmdr. William Riker
- 2002: Michael Paré in Heart of America als Will Prat
- 2002: Toby Stephens in James Bond 007 – Stirb an einem anderen Tag als Gustav Graves
- 2002: Tom Wright in Barbershop – Ein haarscharfes Viertel als Det. Williams
- 2003: Bruce Greenwood in Hollywood Cops als Lt. Bennie Macko
- 2003: Bill Paxton in Die Geister der Titanic als Bill Paxton
- 2004: Antoine de Caunes in Die Liebenden von Cayenne als Albert Londres
- 2004: Tom Wright in Barbershop 2 als Det. Williams
- 2005: Kyle MacLachlan in Mysterious Island – Die geheimnisvolle Insel als Cyrus
- 2005: Jason Statham in Revolver als Jake
- 2006: Jason Statham in Chaos als Det. Quentin Conners
- 2006: Albert Dupontel in Ein perfekter Platz als Jean-Francois Lefort
- 2007: Dylan McDermott in The Messengers als Roy
- 2007: Albert Dupontel in Odette Toulemonde als Balthazar Balsan
- 2007: Scott Bakula in Tödliche Flammen als John Minger
- 2008: Robert Duvall in Der Pate als Tom Hagen
- 2008: Robert Duvall in Der Pate – Teil II als Tom Hagen
- 2009: Scott Bakula in Der Informant! als FBI Special Agent Brian Shepard
- 2009: Russell Crowe in Tenderness – Auf der Spur des Killers als Det. Cristofuoro
- 2010: Henry Czerny in Das A-Team – Der Film als Direktor McGready
- 2011: Albert Dupontel in On the Run als Franck Adrien
- 2011: Faizon Love in Der Zoowärter als Bruce, der Bär
- 2012: Rhys Ifans in The Amazing Spider-Man als Dr. Curt Connors / Lizard
- 2013: Nathaniel Parker in Inspector Gamache: Denn alle tragen Schuld als Chief Inspector Armand Gamache
- 2014: Dylan McDermott in Automata als Sean Wallace
- 2014: Marton Csokas in The Equalizer als Teddy
- 2015: Dylan McDermott in Survivor als Sam Parker
- 2019: Nicholas Hammond in Once Upon a Time in Hollywood als Sam Wanamaker
- 2020: Djimon Hounsou in 3 Engel für Charlie als Edgar Bosley
- 2021: Rhys Ifans in Spider-Man: No Way Home als Dr. Curt Connors / Lizard
- 2023: Henry Czerny in Mission: Impossible – Dead Reckoning Teil Eins als Eugene Kittridge

### Serien
- 1996–1999: Robert Duncan McNeill in Star Trek: Raumschiff Voyager als Tom Paris (1. Stimme)
- 2001–2007: Nathaniel Parker in Inspector Lynley als Thomas Lynley
- 2005–2011: David Cubitt in Medium – Nichts bleibt verborgen als Det. Lee Scanlon
- 2006: Josh Brolin in Into the West – In den Westen als Jedediah Smith
- 2008–2014: Phil LaMarr in Star Wars: The Clone Wars als Senator Bail Organa
- 2013–2014: Dylan McDermott in Hostages als Duncan Carlisle
- 2014, 2016–2018: Phil LaMarr in Star Wars Rebels als Senator Bail Organa
- 2021: Alexandre Trocki in Paris Police 1900 als Commissaire Cochefert
- 2022: Phil LaMarr in Star Wars: Geschichten der Jedi als Senator Bail Organa
- 2023: Phil LaMarr in Star Wars: The Bad Batch als Senator Bail Organa

## Videospiele
- 2008: Star Wars: The Force Unleashed (Stimme von Bail Organa)
- 2012: Diablo 3 (Stimme von Tyrael)
- 2016: Doom (2016) (Schriften des Schlächters)